# Acrolophus confusellus
Acrolophus confusellus är en fjärilsart som beskrevs av Dyar. Acrolophus confusellus ingår i släktet Acrolophus och familjen Acrolophidae. Inga underarter finns listade i Catalogue of Life.